# Абисаловы
Абиса́ловы (осет. Абисалтæ, Абысалтæ, тур. Arpat, Alpsal, Abisal) — дигорская княжеская фамилия.

## Антропонимика
От древнееврейского Абисал: «отец мира» (сокращение от «Авессалом»).

## Происхождение
Первопредком фамилии был Абисал, который называется в преданиях сыном легендарного героя Бадела. В селении Махческ на высоком холме находилась их боевая башня и жилые дома. Прожив здесь некоторое время, часть фамилии перебралась в соседнее Уаллагкомское ущелье, здесь они жили в селениях Дунта и Камунта. Что касается тех Абисаловых которые остались в Махческе, то они когда представилась возможность переселения на равнину оставили свои дома Дзагоевым, которые были у них работниками.

## История рода
После окончания Кавказской войны и в результате крестьянской реформы в Северной Осетии некоторые из баделят переселились в Турцию. Следующий этап переселения состоялся после революции 1917 года. Всего со второй половины XIX в. и в первые годы советской власти из Дигорского общества выехало тридцать пять семей, принадлежащих к привилегированному сословию, из них четыре семьи Абисаловых: штабс-капитана Кургоко Абисалова, поручика Али-Мурзы Абисалова, прапорщика Ельмурзы Абисалова с родным братом его Гадо.

## Земельные владения
Владения Абисаловых по горским меркам были достаточно обширными. Например, угодья Комур-Чикун и Арсак (559 десятин 2350 сажен) баделята разделили на девять разных по размерам участков. 133 дес. 1025 саж. Достались майору Генардуко, Келемету, сыновьям Елкана и Хатахшуко Давлатукаевичей Абисаловых.
Согласно «Списку о числе дворов, подвластных Дигорским бадилатам и платимых ими личной подати» за 1859 г. у Абисаловых значилось 158 дворов подвластных.

## Посемейные списки
В документах Комитета для разбора личных и поземельных прав горцев Военно-Осетинского округа за 1859 год фамилия была представлена девятью семьями:
1. Акберди Абисалова с его братьями: Кубади, Пшимахо и Хаджи-Умаром Абисаловыми
2. майора Абисалова с двумя братьями: корнетом Мимбулатом и Темир-Булатом
3. двух братьев Кубади и Иналука Абисаловых
4. прапорщика Эльмурзы Абисалова с родным братом Гадо Абисаловым и сыновьями их
5. подпоручика Али-Мурзы Абисалова
6. штабс-капитана Кургоко Абисалова
7. поручика Абисала Абисалова
8. прапорщика Девлетуко Абисалова с сыновьями его Пшемахо, Хатахчико, Элканом, Генардуко и Келеметом
9. Асламурзы и Аслануко Абисаловых с сыновьями их

## Генеалогия
Родословное древо дигорских баделят Абисаловых демонстрирует наличие родственных связей со многими княжескими и дворянскими родами народов Кавказа: Крым-Шамхаловыми в Карачае; Балкаруковыми, Биевыми, Боташевыми, Мисаковыми, Суюнчевыми, Темиркановыми, Урусбиевыми в Балкарии; Анзоровыми, Камбиевыми и Коголкиными в Кабарде; царгасатами, баделятами и гагуатами в Дигории, алдарами в Тагаурии, куртатинскими таубиями и алагирскими уазданами и др.

### Генетическая генеалогия
- G2a1a1a1a1a1a1a1a2a (Z7947)[3]

276924 — Abisalov (Тулаев) — G2a1a1a1b1a (DYS505=9, YCAII=19,21, DYS438=9, DYS391=9, DYS455=12)
- G2a1a1a1b (FGC1160)

297747 — Abisalov — G2a1a1d (DYS426=12, DYS393=13)
OSE-510 — Абисалов — G2-P18 (DYS426=12, DYS393=13, FGC1144+)
- R1b1a1b1b3a1a1a (Y5587)

345547 — Abisalov Murat — R1b1a2a2c1 (Z2105+, CTS9219+, Y5586+, and DYS389a=12, DYS520=22, DYS456=16, DYS413a=22, DYS439=11)

## Известные носители
- Белла Махарбековна Абисалова (1956) — стоматолог, врач высшей категории, награждена Почетной грамотой президента РСО-А.
- Наталия Асламбековна Абисалова (1940) — педагог, филолог, заслуженный работник образования Республики Северная Осетия-Алания.
- Юрий Хаджимуратович Абисалов (1957) — советский и российский живописец, заслуженный художник России и РСО-Алания.

Военная служба
- Кубади Абисалов — офицер, служил в Собственном Его Императорского Величества Конвое.
- Элькон (Елкан) Абисалов — комендант Петербурга, генерал царской армии, служил в Императорском конвое.